# Diplotaxis pygidialis
Diplotaxis pygidialis är en skalbaggsart som beskrevs av Patricia Vaurie 1960. Diplotaxis pygidialis ingår i släktet Diplotaxis och familjen Melolonthidae. Inga underarter finns listade i Catalogue of Life.